# ترفور
ترفور (به انگلیسی: Trefor) یک روستا در بریتانیا است که در گوینز واقع شده‌است.